# Tosac (Òlt)
Tosac (en francès Touzac) és un municipi francès situat al departament de l'Òlt i a la regió d'Occitània.
El municipi té Tosac com a capital administrativa, i també compta amb els agregats de Boissac, la Farga, las Trebolas, Nèdas, las Granjas, los Crosets i Carpinhac.

## Demografia
| 1962                                       | 1968 | 1975 | 1982 | 1990 | 1999 | 2007 |
| ------------------------------------------ | ---- | ---- | ---- | ---- | ---- | ---- |
| 376                                        | 406  | 382  | 417  | 412  | 341  | 348  |
| Des de 1962: població sense dobles comptes |      |      |      |      |      |      |

## Administració
| Període | Identitat          | Partit |
| ------- | ------------------ | ------ |
| 2001-   | Jean-Claude Calvet |        |